# Хаффман, Марвин
Марвин «Марв» Хаффман (англ. Marvin "Marv" Huffman; 14 марта 1917, округ Генри, Индиана, США — май 1983, Акрон, Огайо, США) — американский профессиональный баскетболист, завершивший карьеру. Чемпион Национальной ассоциации студенческого спорта (NCAA) сезона 1939/1940 годов.

## Ранние годы
Марвин Хаффман родился 14 марта 1917 года в округе Генри (штат Индиана), учился в Нью-Каслской школе из одноимённого города (штат Индиана), в которой играл за местную баскетбольную команду, постоянно выходя на площадку в составе стартовой пятёрки.

## Студенческая карьера
В 1940 году закончил Индианский университет в Блумингтоне, где в течение трёх лет играл за баскетбольную команду «Индиана Хузерс», в которой провёл успешную карьеру. При Хаффмане «Хузерс» ни разу не выигрывали ни регулярный чемпионат, ни турнир конференции Big Ten, но один раз выходили в плей-офф студенческого чемпионата США (1940).
В 1940 году «Индиана Хузерс» стали чемпионами Национальной ассоциации студенческого спорта (NCAA), а Марвин Хаффман был признан самым выдающимся игроком этого баскетбольного турнира. 20 марта «Хузерс» вышли в финал четырёх турнира NCAA (англ. Final Four), где сначала в полуфинальном матче, 21 марта, обыграли команду Эда Милковича «Дюкейн Дьюкс» со счётом 39—30, в котором Хаффман стал четвёртым по результативности игроком своей команды, набрав 6 очков, а затем в финальной игре, 30 марта, обыграли команду Ховарда Энглмана «Канзас Джейхокс» со счётом 60—42, в которой Марвин вместе с Джеем Маккрири стали лучшими по результативности игроками своей команды, набрав по 12 очков.
Марвин Хаффман один раз включался во 2-ю всеамериканскую сборную NCAA (1940). В 1981 году он был включён в Зал славы баскетбола Индианы, а в 1989 году — в Спортивный Зал Славы Индианского университета.

## Профессиональная карьера
Играл на позиции лёгкого форварда. После завершения студенческой карьеры Хаффман в сезоне 1940/1941 годов провёл 22 игры в регулярном чемпионате, набрав в итоге 113 очков, в составе «Акрон Гудиер Вингфутс», выступавшей в то время в Национальной баскетбольной лиге (НБЛ).

## Смерть
Марвин Хаффман умер в мае 1983 года на 67-м году жизни в городе Акрон (штат Огайо).